# 다카라즈카 가극단 36기생
다카라즈카 가극단 36기생은 1948년에 다카라즈카 음악학교에 입학, 다음해인 1949년에 다카라즈카 가극단에 입단하여 『황금사과』 『남쪽 애수』로 초무대를 밟은 63명을 가리킨다.

## 개요
이 기수에 배우 2대 아리마 이네코, 미나카제 요코, 2대 오노에 사쿠라, 코우즈키 아키라, 후지노 타카코가 입단하였다.

## 일람
| 예명            | 생일      | 출신지                | 출신학교                      | 예명의 유래                                                                         | 애칭             | 역할 | 퇴단년도 | 비고                                                                      |
| --------------- | --------- | --------------------- | ----------------------------- | ----------------------------------------------------------------------------------- | ---------------- | ---- | -------- | ------------------------------------------------------------------------- |
| 葵由紀子        | 8월 1일   | 오사카부              | 테즈카야마학원                | 호리 세이키가 명명                                                                  | 후미짱           |      | 1953년   |                                                                           |
| 아오이 유키코   | 8월 1일   | 오사카부              | 테즈카야마학원                | 호리 세이키가 명명                                                                  | 후미짱           |      | 1953년   |                                                                           |
| 秋野たま子      | 11월 16일 | 오사카부              | 토요나카고등여학교            | 백인일수에서 고모의 예명을 계승                                                     | 테루보           |      | 1954년   | 고모 초대 아키노 타마코 (9)                                               |
| 아키노 타마코   | 11월 16일 | 오사카부              | 토요나카고등여학교            | 백인일수에서 고모의 예명을 계승                                                     | 테루보           |      | 1954년   | 고모 초대 아키노 타마코 (9)                                               |
| 朝日ひかる      | 3월 6일   | 오사카부 오사카시     |                               |                                                                                     | 오니짱           |      | 1953년   |                                                                           |
| 아사히 히카루   | 3월 6일   | 오사카부 오사카시     |                               |                                                                                     | 오니짱           |      | 1953년   |                                                                           |
| 朝日奈世志子    | 6월 30일  | 카나가와현 요코하마시 | 타카마츠고등여학교            | 어머니가 명명                                                                       | 토시짱, 토시보   |      | 1956년   |                                                                           |
| 아사히나 요시코 | 6월 30일  | 카나가와현 요코하마시 | 타카마츠고등여학교            | 어머니가 명명                                                                       | 토시짱, 토시보   |      | 1956년   |                                                                           |
| 芦津あさみ      | 9월 9일   | 홋카이도              | 교토코우카고등여학교          | 노세 묘켄지 주지가 명명                                                             |                  |      | 1951년   |                                                                           |
| 아시즈 아사미   | 9월 9일   | 홋카이도              | 교토코우카고등여학교          | 노세 묘켄지 주지가 명명                                                             |                  |      | 1951년   |                                                                           |
| 明日香京子      | 9월 9일   | 오사카부              | 요도노미즈고등여학교          | 만요슈                                                                              |                  |      | 1954년   |                                                                           |
| 아스카 쿄코     | 9월 9일   | 오사카부              | 요도노미즈고등여학교          | 만요슈                                                                              |                  |      | 1954년   |                                                                           |
| 天木美晴        | 3월 2일   | 도쿄도                | 미와타고등여학교              | 어머니가 명명                                                                       | 미이짱           |      | 1954년   | 아마키 미하루 (天木三晴)로 개명                                           |
| 아마키 미하루   | 3월 2일   | 도쿄도                | 미와타고등여학교              | 어머니가 명명                                                                       | 미이짱           |      | 1954년   | 아마키 미하루 (天木三晴)로 개명                                           |
| 天路律子        | 10월 15일 | 교토부                | 카쵸고등여학교                | 아마츠 오토메(7・8)가 명명                                                          | 깃짱             |      | 1960년   |                                                                           |
| 아마지 리츠코   | 10월 15일 | 교토부                | 카쵸고등여학교                | 아마츠 오토메(7・8)가 명명                                                          | 깃짱             |      | 1960년   |                                                                           |
| 有馬稲子        | 4월 3일   | 오사카부 이케다시     | 유우히가오카고등여학교        | 엄마 (양모・실제로는 이모)의 예명을 계승                                            | 밋짱, 네코짱     | 여역 | 1953년   | 엄마 (실제로는 이모) 초대 아리마 이네코 (4)                               |
| 아리마 이네코   | 4월 3일   | 오사카부 이케다시     | 유우히가오카고등여학교        | 엄마 (양모・실제로는 이모)의 예명을 계승                                            | 밋짱, 네코짱     | 여역 | 1953년   | 엄마 (실제로는 이모) 초대 아리마 이네코 (4)                               |
| 生島輝子        | 4월 5일   | 오사카부 미노오시     | 바이카고등여학교              |                                                                                     | 테루짱           |      | 1952년   |                                                                           |
| 이쿠시마 테루코 | 4월 5일   | 오사카부 미노오시     | 바이카고등여학교              |                                                                                     | 테루짱           |      | 1952년   |                                                                           |
| 和泉佐代子      | 11월 2일  | 오사카부 사카이시     | 사카이시립 고등여학교         | 출생지와 본명에서 따서 선생님이 명명                                                | 이즈키치         |      | 1958년   |                                                                           |
| 이즈미 사요코   | 11월 2일  | 오사카부 사카이시     | 사카이시립 고등여학교         | 출생지와 본명에서 따서 선생님이 명명                                                | 이즈키치         |      | 1958년   |                                                                           |
| 一條圭子        |           |                       |                               |                                                                                     |                  |      | 1950년   |                                                                           |
| 이치죠 케이코   |           |                       |                               |                                                                                     |                  |      | 1950년   |                                                                           |
| 歌川波瑠美      | 4월 1일   | 도쿄도                | 공립여자학원                  |                                                                                     | 쿠로짱           |      | 1987년   |                                                                           |
| 우타가와 하루미 | 4월 1일   | 도쿄도                | 공립여자학원                  |                                                                                     | 쿠로짱           |      | 1987년   |                                                                           |
| 宇津保千春      | 10월 15일 | 효고현                | 니시노미야고등여학교          | 우츠보 이야기                                                                       | 마츠츤           |      | 1958년   |                                                                           |
| 우츠보 치하루   | 10월 15일 | 효고현                | 니시노미야고등여학교          | 우츠보 이야기                                                                       | 마츠츤           |      | 1958년   |                                                                           |
| 海原はるみ      | 1월 3일   | 도쿄도                | 쥬몬지고등여학교              |                                                                                     | 앗짱             |      | 1958년   | 우나바라 하루미 (海原晴美)로 개명                                         |
| 우나바라 하루미 | 1월 3일   | 도쿄도                | 쥬몬지고등여학교              |                                                                                     | 앗짱             |      | 1958년   | 우나바라 하루미 (海原晴美)로 개명                                         |
| 梅屋かをる      | 9월 19일  | 교토부                | 교토부립 제1고등여학교        | 언니의 예명 (타케야 미유키)와 관련                                                  | 츠ー보           |      | 1957년   | 언니 타케야 미유키 (34)                                                   |
| 우메야 카오루   | 9월 19일  | 교토부                | 교토부립 제1고등여학교        | 언니의 예명 (타케야 미유키)와 관련                                                  | 츠ー보           |      | 1957년   | 언니 타케야 미유키 (34)                                                   |
| 大空ますみ      | 6월 1일   | 오사카부              | 이쿠노고등여학교              |                                                                                     | 마미짱           |      | 1951년   |                                                                           |
| 오오조라 마스미 | 6월 1일   | 오사카부              | 이쿠노고등여학교              |                                                                                     | 마미짱           |      | 1951년   |                                                                           |
| 尾上さくら      | 11월 12일 | 효고현 고베시         | 고베시립 제2고등여학교        | 근처에 살고 있던 초대 오노에 사쿠라 (20)에게서 이름을 받음                          | 하무짱, 하무코   |      | 1957년   | 배우 후쿠다 키미코                                                        |
| 오노에 사쿠라   | 11월 12일 | 효고현 고베시         | 고베시립 제2고등여학교        | 근처에 살고 있던 초대 오노에 사쿠라 (20)에게서 이름을 받음                          | 하무짱, 하무코   |      | 1957년   | 배우 후쿠다 키미코                                                        |
| 賀川千草        | 12월 12일 | 이시카와현 카나자와시 | 이시카와현립 제2고등여학교    | 출생지에서 따서 츠키카게 쇼코 (19)가 명명                                           | 우에다상         |      | 1957년   |                                                                           |
| 카가와 치구사   | 12월 12일 | 이시카와현 카나자와시 | 이시카와현립 제2고등여학교    | 출생지에서 따서 츠키카게 쇼코 (19)가 명명                                           | 우에다상         |      | 1957년   |                                                                           |
| 春日花子        | 2월 6일   | 오사카부 토요나카시   | 오사카부립 토요나카고등여학교 | 엄마의 예명을 계승                                                                  | 사토코짱         |      | 1956년   | 엄마 초대 카스가 하나코 (5)                                               |
| 카스가 하나코   | 2월 6일   | 오사카부 토요나카시   | 오사카부립 토요나카고등여학교 | 엄마의 예명을 계승                                                                  | 사토코짱         |      | 1956년   | 엄마 초대 카스가 하나코 (5)                                               |
| 川霧朝子        | 5월 23일  | 오사카부              | 토요나카고등여학교            |                                                                                     | 이치노세상       |      | 1957년   | 카와기리 마사코 (川霧雅子)로 개명                                         |
| 카와기리 아사코 | 5월 23일  | 오사카부              | 토요나카고등여학교            |                                                                                     | 이치노세상       |      | 1957년   | 카와기리 마사코 (川霧雅子)로 개명                                         |
| 呉竹みどり      | 4월 17일  | 교토부                | 카쵸고등여학교                |                                                                                     | 케이짱           |      | 1954년   |                                                                           |
| 쿠레타케 미도리 | 4월 17일  | 교토부                | 카쵸고등여학교                |                                                                                     | 케이짱           |      | 1954년   |                                                                           |
| 紅もゆる        |           |                       |                               |                                                                                     |                  |      | 1951년   | 언니 치요다 아키코 (30)                                                   |
| 쿠레나이 모유루 |           |                       |                               |                                                                                     |                  |      | 1951년   | 언니 치요다 아키코 (30)                                                   |
| 上月あきら      | 10월 9일  | 효고현 고베시         | 효고현립 제3고등여학교        | 「초생달의 그림자 (三日月の影)」 코우즈키성                                         | 코이짱           | 남역 | 1957년   | 후에 여역 전환. 코우즈키 사치코 (上月左知子)로 개명 딸 요시즈키 에리 (75) |
| 코우즈키 아키라 | 10월 9일  | 효고현 고베시         | 효고현립 제3고등여학교        | 「초생달의 그림자 (三日月の影)」 코우즈키성                                         | 코이짱           | 남역 | 1957년   | 후에 여역 전환. 코우즈키 사치코 (上月左知子)로 개명 딸 요시즈키 에리 (75) |
| 木花咲耶        | 2월 7일   | 효고현                | 이즈시고등학교                | 전설 고노하나노사쿠야비메                                                           | 코이상, 코이짱   |      | 1992년   |                                                                           |
| 코노하나 사쿠야 | 2월 7일   | 효고현                | 이즈시고등학교                | 전설 고노하나노사쿠야비메                                                           | 코이상, 코이짱   |      | 1992년   |                                                                           |
| 冴月ゆかり      | 10월 2일  | 오사카부              | 요도노미즈고등여학교          | 존경하는 선생님이 명명                                                              | 케이짱           |      | 1954년   |                                                                           |
| 사에즈키 유카리 | 10월 2일  | 오사카부              | 요도노미즈고등여학교          | 존경하는 선생님이 명명                                                              | 케이짱           |      | 1954년   |                                                                           |
| 澤美鶴          | 4월 26일  | 오사카부 오사카시     | 시미즈다니고등여학교          | 아버지가 명명                                                                       | 야코짱           |      | 1953년   |                                                                           |
| 사와 미츠루     | 4월 26일  | 오사카부 오사카시     | 시미즈다니고등여학교          | 아버지가 명명                                                                       | 야코짱           |      | 1953년   |                                                                           |
| 三条公子        | 2월 1일   | 후쿠오카현            | 쿠루메고등여학교              | 애칭 그대로 호리 세이키가 명명                                                      | 에미짱           |      | 1953년   |                                                                           |
| 산죠 키미코     | 2월 1일   | 후쿠오카현            | 쿠루메고등여학교              | 애칭 그대로 호리 세이키가 명명                                                      | 에미짱           |      | 1953년   |                                                                           |
| 汐路みちる      | 1월 7일   | 교토부                | 후시미고등여학교              | 카와지 류코 (전SKD)에게 받음                                                        |                  |      | 1956년   |                                                                           |
| 시오지 미치루   | 1월 7일   | 교토부                | 후시미고등여학교              | 카와지 류코 (전SKD)에게 받음                                                        |                  |      | 1956년   |                                                                           |
| 敷島千鳥        |           |                       |                               |                                                                                     |                  |      | 1950년   |                                                                           |
| 시키시마 치도리 |           |                       |                               |                                                                                     |                  |      | 1950년   |                                                                           |
| 時雨乙和        | 8월 13일  | 만주 봉천성 봉천시    | 봉천나니와고등여학교          | 자신이 고안                                                                         | 맛짱             |      | 1958년   |                                                                           |
| 시구레 오토와   | 8월 13일  | 만주 봉천성 봉천시    | 봉천나니와고등여학교          | 자신이 고안                                                                         | 맛짱             |      | 1958년   |                                                                           |
| 城美鳥          | 9월 18일  | 도쿄도 츄오구         | 시라유리고등여학교            |                                                                                     | 얏코             | 남역 | 1958년   | 시로 카즈요 (城一世)로 개명                                               |
| 시로 미도리     | 9월 18일  | 도쿄도 츄오구         | 시라유리고등여학교            |                                                                                     | 얏코             | 남역 | 1958년   | 시로 카즈요 (城一世)로 개명                                               |
| 鈴風佐千代      | 3월 21일  | 도쿄도                | 메구로고등여학교              |                                                                                     | 아츠코상         |      | 1952년   |                                                                           |
| 스즈카제 사치요 | 3월 21일  | 도쿄도                | 메구로고등여학교              |                                                                                     | 아츠코상         |      | 1952년   |                                                                           |
| 瀬戸あけみ      | 1월 10일  | 카가와현 타카마츠시   | 타카마츠고등여학교            | 세토나이카이에서 따옴                                                               | 요코짱           |      | 1954년   |                                                                           |
| 세토 아케미     | 1월 10일  | 카가와현 타카마츠시   | 타카마츠고등여학교            | 세토나이카이에서 따옴                                                               | 요코짱           |      | 1954년   |                                                                           |
| 篁照子          | 6월 6일   | 교토부 교토시         | 교토부립 제1고등여학교        |                                                                                     |                  |      | 1954년   |                                                                           |
| 타카무라 테루코 | 6월 6일   | 교토부 교토시         | 교토부립 제1고등여학교        |                                                                                     |                  |      | 1954년   |                                                                           |
| 立花操          | 7월 4일   | 카나가와현            | 카와사키고등여학교            | 지명                                                                                |                  |      | 1953년   |                                                                           |
| 타치바나 미사오 | 7월 4일   | 카나가와현            | 카와사키고등여학교            | 지명                                                                                |                  |      | 1953년   |                                                                           |
| 龍城のぼる      | 4월 24일  | 아이치현 오카자키시   | 코시엔고등여학교              | 출생지에서 따옴                                                                     | 사ー페에         | 남역 | 1961년   |                                                                           |
| 타츠키 노보루   | 4월 24일  | 아이치현 오카자키시   | 코시엔고등여학교              | 출생지에서 따옴                                                                     | 사ー페에         | 남역 | 1961년   |                                                                           |
| 玉恵翠          | 6월 5일   | 도쿄도                | 시라유리고등여학교            | 사요 후쿠코 (11)가 명명                                                             | 타마, 타ー보     |      | 1955년   |                                                                           |
| 타마에 미도리   | 6월 5일   | 도쿄도                | 시라유리고등여학교            | 사요 후쿠코 (11)가 명명                                                             | 타마, 타ー보     |      | 1955년   |                                                                           |
| 千里萬里        | 12월 16일 | 효고현 고베시         | 돗토리고등여학교              | 「기예의 길을 끝없이 걸어라」 어머니가 명명                                         | 밋치이           |      | 1951년   |                                                                           |
| 치사토 마리     | 12월 16일 | 효고현 고베시         | 돗토리고등여학교              | 「기예의 길을 끝없이 걸어라」 어머니가 명명                                         | 밋치이           |      | 1951년   |                                                                           |
| 月影美砂        | 1월 1일   | 효고현 다카라즈카시   | 고베여학원                    | 우치부키 미사에게 이름을 받고, 모교의 교가                                          | 아이코짱         |      | 1953년   | 동생 타카라 미치요 (42)                                                   |
| 츠키카게 미사   | 1월 1일   | 효고현 다카라즈카시   | 고베여학원                    | 우치부키 미사에게 이름을 받고, 모교의 교가                                          | 아이코짱         |      | 1953년   | 동생 타카라 미치요 (42)                                                   |
| 筑波峯子        | 12월 13일 | 효고현 고베시         | 신와고등여학교                | 백인일수                                                                            | 미키코           |      | 1954년   |                                                                           |
| 츠쿠바 미네코   | 12월 13일 | 효고현 고베시         | 신와고등여학교                | 백인일수                                                                            | 미키코           |      | 1954년   |                                                                           |
| 名和のり子      | 7월 27일  | 도쿄도                | 돗토리현립 유라고등여학교     | 출신지에서 따옴                                                                     | 논짱             |      | 1953년   |                                                                           |
| 나와 노리코     | 7월 27일  | 도쿄도                | 돗토리현립 유라고등여학교     | 출신지에서 따옴                                                                     | 논짱             |      | 1953년   |                                                                           |
| 久方有哥        | 1월 16일  | 도쿄도                | 도쿄도립 제10고등여학교       |                                                                                     | 유카짱           |      | 1956년   | 히사카타 유카 (久方ゆか)로 개명                                           |
| 히사카타 유카   | 1월 16일  | 도쿄도                | 도쿄도립 제10고등여학교       |                                                                                     | 유카짱           |      | 1956년   | 히사카타 유카 (久方ゆか)로 개명                                           |
| 藤乃高子        | 1월 25일  | 오사카부 오사카시     | 풀학원                        | 엄마의 예명을 받음                                                                  | 요네코           | 여역 | 1953년   | 엄마 후지노 타카코 (10)                                                   |
| 후지노 타카코   | 1월 25일  | 오사카부 오사카시     | 풀학원                        | 엄마의 예명을 받음                                                                  | 요네코           | 여역 | 1953년   | 엄마 후지노 타카코 (10)                                                   |
| 船越かほる      | 11월 16일 | 와카야마현            | 바이카고등여학교              | 츠키카게 쇼코 (19)의 언니가 명명                                                    | 이노짱           |      | 1954년   |                                                                           |
| 후나코시 카오루 | 11월 16일 | 와카야마현            | 바이카고등여학교              | 츠키카게 쇼코 (19)의 언니가 명명                                                    | 이노짱           |      | 1954년   |                                                                           |
| 万來妙子        | 10월 17일 | 효고현 고베시         | 신와고등여학교                |                                                                                     | 온타이           |      | 1959년   |                                                                           |
| 마키 타에코     | 10월 17일 | 효고현 고베시         | 신와고등여학교                |                                                                                     | 온타이           |      | 1959년   |                                                                           |
| 真白不二        | 7월 19일  | 오사카부              | 이바라키고등여학교            | 만요슈 권3 「田子之浦ゆ」에서 부상의 하늘에 빛나는 청초한 후지의 모습과 같다고 해서 | 미코짱           |      | 1957년   |                                                                           |
| 마시로 후지     | 7월 19일  | 오사카부              | 이바라키고등여학교            | 만요슈 권3 「田子之浦ゆ」에서 부상의 하늘에 빛나는 청초한 후지의 모습과 같다고 해서 | 미코짱           |      | 1957년   |                                                                           |
| 三笠野萌子      | 6월 3일   | 효고현 이타미시       | 이타미고등여학교              |                                                                                     | 코로짱           |      | 1955년   |                                                                           |
| 미카사노 모에코 | 6월 3일   | 효고현 이타미시       | 이타미고등여학교              |                                                                                     | 코로짱           |      | 1955년   |                                                                           |
| 御門公子        | 9월 18일  | 오사카부              | 아마가사키시립 고등여학교     | 본명에서 아버지가 명명                                                              | 시마다상         |      | 1954년   |                                                                           |
| 미카도 키미코   | 9월 18일  | 오사카부              | 아마가사키시립 고등여학교     | 본명에서 아버지가 명명                                                              | 시마다상         |      | 1954년   |                                                                           |
| 三鈴町子        | 9월 18일  | 오사카부 오사카시     | 오사카여학원                  | 일본무용 나토리나 본명                                                              | 요네짱           |      | 1961년   | 미스즈 토시코 (三鈴寿子)로 개명 동생 오리즈루 치요 (38)                   |
| 미스즈 마치코   | 9월 18일  | 오사카부 오사카시     | 오사카여학원                  | 일본무용 나토리나 본명                                                              | 요네짱           |      | 1961년   | 미스즈 토시코 (三鈴寿子)로 개명 동생 오리즈루 치요 (38)                   |
| 美竹しげる      | 2월 22일  | 오사카부 오사카시     | 소우아이고등여학교            |                                                                                     | 마키마상         |      | 1965년   |                                                                           |
| 미타케 시게루   | 2월 22일  | 오사카부 오사카시     | 소우아이고등여학교            |                                                                                     | 마키마상         |      | 1965년   |                                                                           |
| 南風洋子        | 1월 22일  | 효고현                | 제1고베고등여학교             | 「따듯한 남쪽 바람의 분위기처럼 넓은 무대를 만들 수 있도록」라며 호리 세이키가 명명 | 요우짱, 노로짱   | 남역 | 1953년   | 배우 남편 연출가 와카스기 미츠오 딸 배우 와카스기 타미                    |
| 미나카제 요코   | 1월 22일  | 효고현                | 제1고베고등여학교             | 「따듯한 남쪽 바람의 분위기처럼 넓은 무대를 만들 수 있도록」라며 호리 세이키가 명명 | 요우짱, 노로짱   | 남역 | 1953년   | 배우 남편 연출가 와카스기 미츠오 딸 배우 와카스기 타미                    |
| 御幸沙智子      | 3월 10일  | 오사카부 오사카시     | 킨란카이고등여학교            | 아버지가 명명                                                                       | 사치보, 키쿠이짱 | 여역 | 1976년   |                                                                           |
| 미유키 사치코   | 3월 10일  | 오사카부 오사카시     | 킨란카이고등여학교            | 아버지가 명명                                                                       | 사치보, 키쿠이짱 | 여역 | 1976년   |                                                                           |
| 武蔵野萠        |           |                       |                               |                                                                                     |                  |      | 1950년   |                                                                           |
| 무사시노 모에   |           |                       |                               |                                                                                     |                  |      | 1950년   |                                                                           |
| 八雲琴路        | 2월 1일   | 효고현 고베시         | 고베야마테고등여학교          | 근처의 궁궐에서 따옴                                                                | 마마             |      | 1953년   |                                                                           |
| 야구모 코토지   | 2월 1일   | 효고현 고베시         | 고베야마테고등여학교          | 근처의 궁궐에서 따옴                                                                | 마마             |      | 1953년   |                                                                           |
| 矢車みつる      | 3월 25일  | 오사카부 오사카시     | 오사카세이케이고등여학교      | 상급생이 명명                                                                       | 로스짱           |      | 1951년   |                                                                           |
| 야구루마 미츠루 | 3월 25일  | 오사카부 오사카시     | 오사카세이케이고등여학교      | 상급생이 명명                                                                       | 로스짱           |      | 1951년   |                                                                           |
| 八洲令子        | 8월 5일   | 오사카부              | 토요나카고등여학교            |                                                                                     | 레이코상         |      | 1959년   | 야시마 레이코 (八州礼子)로 개명                                           |
| 야시마 레이코   | 8월 5일   | 오사카부              | 토요나카고등여학교            |                                                                                     | 레이코상         |      | 1959년   | 야시마 레이코 (八州礼子)로 개명                                           |
| 山吹しのぶ      |           |                       |                               |                                                                                     |                  |      | 1951년   |                                                                           |
| 야마부키 시노부 |           |                       |                               |                                                                                     |                  |      | 1951년   |                                                                           |
| 由比牧子        | 12월 14일 | 카나가와현 요코하마시 | 공립여학교                    | 친구의 필명                                                                         | 후쿠상           |      | 1958년   |                                                                           |
| 유이 마키코     | 12월 14일 | 카나가와현 요코하마시 | 공립여학교                    | 친구의 필명                                                                         | 후쿠상           |      | 1958년   |                                                                           |
| 夕張月子        | 11월 7일  | 효고현 고베시         | 케이죠고등여학교              | 언니의 예명 존경하는 선생님의 이름                                                  | 즈케짱           |      | 1954년   | 언니 유우바리 유사코 (20) 오빠 다카라즈카 가극단 연출가 카모가와 세이사쿠 |
| 유우바리 츠키코 | 11월 7일  | 효고현 고베시         | 케이죠고등여학교              | 언니의 예명 존경하는 선생님의 이름                                                  | 즈케짱           |      | 1954년   | 언니 유우바리 유사코 (20) 오빠 다카라즈카 가극단 연출가 카모가와 세이사쿠 |
| 夢野三千代      | 8월 11일  | 효고현 고베시東灘区   | 아시야고등여학교              |                                                                                     |                  |      | 1952년   |                                                                           |
| 유메노 미치요   | 8월 11일  | 효고현 고베시東灘区   | 아시야고등여학교              |                                                                                     |                  |      | 1952년   |                                                                           |
| 萬代千世子      | 5월 15일  | 오사카부 오사카시     | 오오기마치고등여학교          | 어머니가 명명                                                                       | 노부짱           |      | 1954년   |                                                                           |
| 요로즈요 치요코 | 5월 15일  | 오사카부 오사카시     | 오오기마치고등여학교          | 어머니가 명명                                                                       | 노부짱           |      | 1954년   |                                                                           |
| 若宮淡紅子      | 6월 5일   | 오사카부              | 하고로모고등여학교            | 아버지 지인이 명명                                                                  |                  |      | 1964년   |                                                                           |
| 와카미야 토키코 | 6월 5일   | 오사카부              | 하고로모고등여학교            | 아버지 지인이 명명                                                                  |                  |      | 1964년   |                                                                           |